# 丹麥的亨里克親王
亨里克亲王（丹麥語：Henrik, Prinsgemalen，1934年6月11日—2018年2月13日），原名亨利·马里·讓·安德烈·德拉博爾德·德蒙佩札（法語：Henri Marie Jean André de Laborde de Monpezat），丹麥王夫、前法國外交官，出生于法国吉伦特省塔朗斯，是丹麥女王瑪格麗特二世的丈夫，封配親王（丹麥語：Prinsgemalen）。
亨里克亲王的父亲是一名法国伯爵（不过这个伯爵衔有争议），他的家庭在过去的法属印度支那（即今天的越南）拥有家产，因此亨里克亲王最早的五年是在越南渡过的。1950年他返回河内并于1952年在那里的第二法语学校毕业。从1952年到1957年他在巴黎大学攻读法学和政治，同时在国立东方语言与文化学院学习汉语和越南语。1957年他还在英屬香港、1958年在越南共和國（南越）西贡读过大学。
从1959年到1962年亨里克亲王在阿尔及利亚的法军中服役。此后他加入法国外交部，1963年至1967年在法國駐英國大使館中任秘书。
1967年6月10日他与瑪格麗特二世结婚。两人结婚后他将他的法国名字改为對應的丹麦名字。两人有两个兒子，佛瑞德里克十世（1968年5月26日出生）和王子约阿基姆（1969年6月7日出生）。
亨里克亲王的母语是法语，婚后他很快就学了丹麦语，不过丹麦人至今拿他的口音开玩笑。此外他还会说流利的英语、汉语和越南语。
亨利克親王直話直說的個性也讓注重謙卑的丹麥人覺得他過於自大。他於2017年8月突然表示，他死後拒絕與妻子瑪格麗特二世同葬，打破丹麥450多年來的傳統。原因是亨利克親王認為自己是親王而瑪格特是女王，兩人地位不同不應同葬，瑪格特女王最後尊重亨利克親王決定，但仍舊沒有封他為配國王。
2018年2月13日，亨里克親王在西蘭島弗雷登斯堡宮逝世，享年83歲。

## 书籍

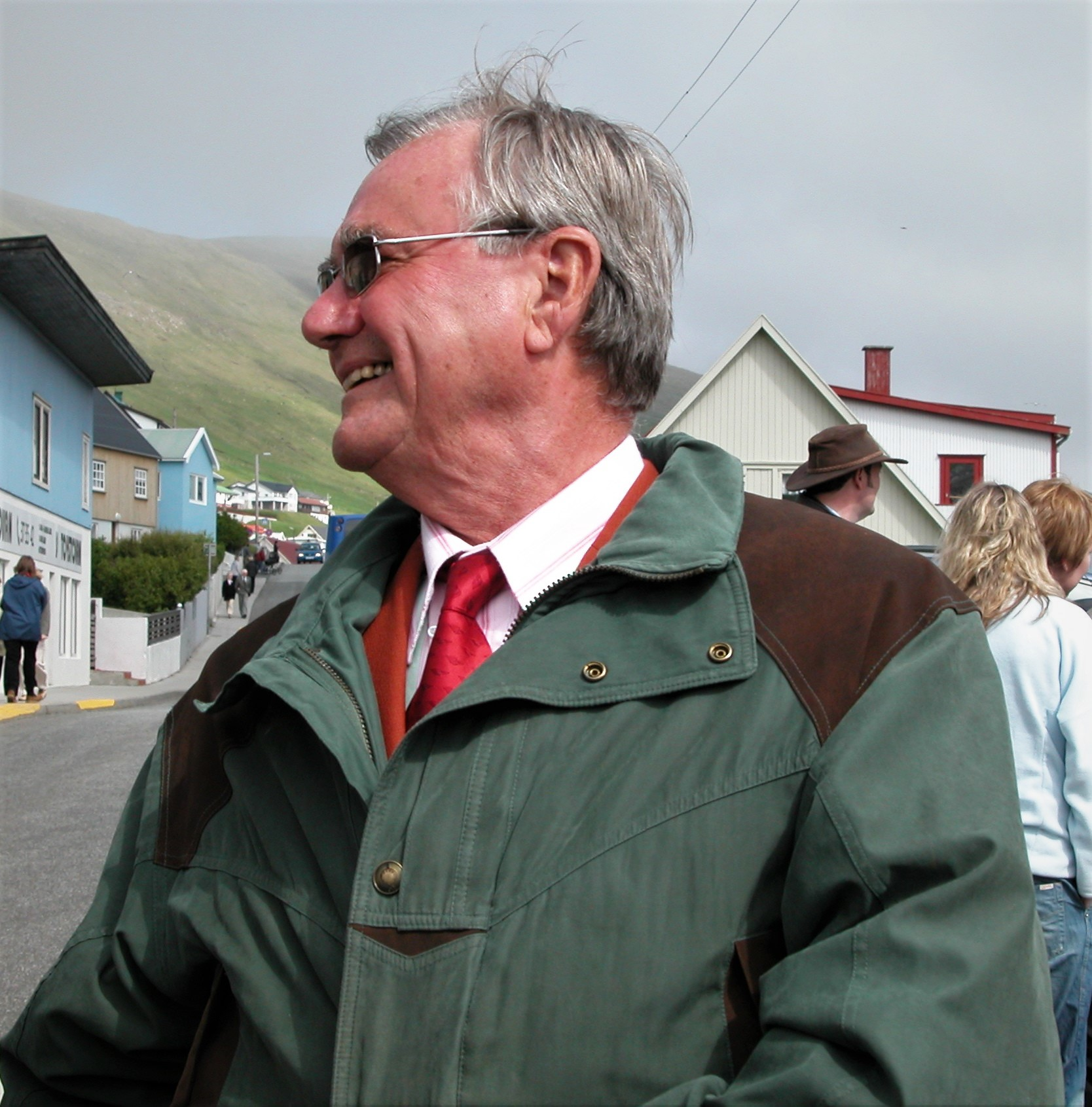
亨里克亲王殿下

亨里克配亲王将一些书翻译为丹麦语，此外他还自己发表过一些书。
- 1981年他和女王一起使用笔名翻译了西蒙·波娃的《人都是要死的》。
- 1982年他发表了一部法语诗集。
- 1996年他发表了自己的回忆录。
- 1999年他发表了一部收集了他喜欢的菜的菜谱。
- 2000年他又发表了一部诗集。

## 頭銜
- 1934年－1967年：拉博爾德·蒙佩札伯爵昂瑞
- 1967年－2005年：亨里克亲王殿下
- 2005年－2016年：配親王殿下
- 2016年－2018年：亨里克配亲王殿下

## 荣誉

### 丹麦勋章奖章
- 丹麦本土
  -  大象勋章
  -  大十字级丹麦国旗勋章
  -  丹麦国旗勋章荣誉十字（英语：Dannebrogordenens Hæderstegn）
  -  玛格丽特二世五十大寿纪念奖章
  -  玛格丽特二世与亨里克亲王金婚纪念奖章
  -  玛格丽特二世七十五大寿纪念奖章
  -  玛格丽特二世女王红宝石禧纪念奖章
  -  玛格丽特二世七十大寿纪念奖章
  -  亨里克亲王七十五大寿纪念奖章
  -  玛格丽特二世银禧纪念奖章
  -  弗雷德里克九世百岁诞辰纪念奖章
  -  英格丽德女王纪念奖章
  -  英格丽德女王来丹五十周年纪念奖章
  -  杰出服务保卫奖章
  -  国土防卫功绩奖章
  -  荣誉红十字奖章
  -  丹麦功绩红十字奖章
  -  丹麦民防团荣誉奖章
  -  丹麦预备役军官联合会荣誉奖章
  -  丹麦国防军运动员协会荣誉奖章
- 格陵兰
  -  金质格陵兰贡献奖章（英语：Nersornaat）（2003年6月2日[2]）

### 外国勋章奖章
- 意大利共和国功绩大十字骑士勋章（義大利語：Ordine al merito della Repubblica Italiana）（意大利，1977年11月8日公布[3]）
- 基督大十字勋章（英语：Military Order of Christ）（葡萄牙，1984年6月20日公布[4]）
- 阿维斯大十字勋章（英语：Military Order of Aviz）（葡萄牙，1992年10月12日公布[4]）
- 一等圣母玛利亚之地十字勋章（英语：Order of the Cross of Terra Mariana）（爱沙尼亚，1995年11月20日批准，1995年11月28日颁发[5]）